# Tecumseh (Oklahoma)
Pour les articles homonymes, voir Tecumseh (homonymie).
Tecumseh est une municipalité américaine située dans le comté de Pottawatomie en Oklahoma. Lors du recensement de 2010, sa population est de 6 457 habitants.

## Géographie
Tecumseh se trouve dans le centre de l'Oklahoma, à une soixante de kilomètres au sud-est d'Oklahoma City et à une cinquantaine de kilomètres à l'est de Norman. La ville est desservie par l’U.S. Route 177 et l’U.S. Route 270.
Selon le Bureau du recensement des États-Unis, la municipalité s'étend sur 15,01 milles carrés (38,88 km2).

## Histoire

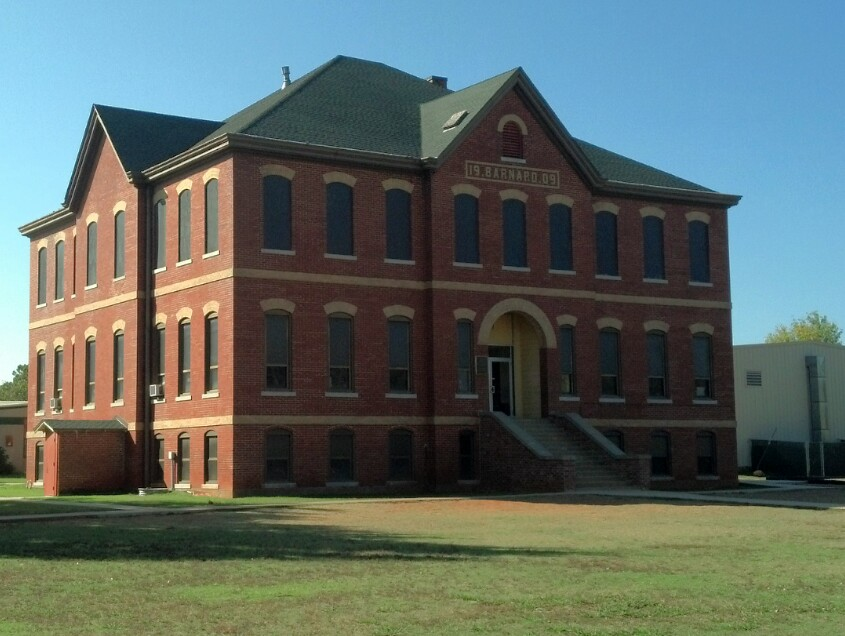
L'école Barnard.

La ville est fondée par un major de l'armée de terre américaine durant l'été 1891. Nommée en l'honneur du chef amérindien Tecumseh, elle est ouverte aux colons le 23 septembre 1891 (lors d'une course à la terre). Elle est alors le siège du comté de Pottawatomie.
La ville devient un important centre d'échanges, notamment d'export de coton, desservi par le Choctaw, Oklahoma and Gulf Railroad. L'école élémentaire Barnard, construite en 1909, est la première école élémentaire indépendante de Tecumseh. Seul exemple d'édifice de style néo-roman du début du siècle dans le comté, elle est inscrite au registre national des lieux historiques.
Dans les années 1920, des discussions sont entamées pour fusionner Tecumseh et la ville voisine de Shawnee, qui se disputent le siège du comté. Ces discussions n'aboutissent pas. En 1930, le siège du comté est transféré à Shawnee,.

## Démographie
En 2018, la population de Tecumseh est estimée à 6 647 habitants. Selon l'American Community Survey de 2018, sa population est majoritairement blanche mais compte une importante minorité amérindienne. Environ 95 % de ses habitants parlent l'anglais à la maison.
Sur la période 2014-2018, le revenu médian par foyer est de 43 175 dollars à Tecumseh, inférieur à la moyenne de l'Oklahoma (51 424 dollars) et à la moyenne nationale (60 293 dollars). La ville connaît par ailleurs un taux de pauvreté de 16,1 % proche de celui de l'État (15,6 %) mais supérieur à celui du pays (11,8 %).
| Groupe          | Tecumseh | Oklahoma | États-Unis |
| --------------- | -------- | -------- | ---------- |
| Blancs          | 72,6     | 74,2     | 76,5       |
| Afro-Américains | 3,1      | 7,8      | 13,4       |
| Amérindiens     | 19,7     | 9,3      | 1,3        |
| Asiatiques      | 0,6      | 2,3      | 5,9        |
| Métis           | 3,8      | 6,2      | 2,7        |
|                 |          |          |            |
| Hispaniques     | 3,6      | 10,9     | 18,3       |